# Quinchamalium parviflorum
Quinchamalium parviflorum är en tvåhjärtbladig växtart som beskrevs av Rodolfo Amando Philippi. Quinchamalium parviflorum ingår i släktet Quinchamalium och familjen Schoepfiaceae. Inga underarter finns listade i Catalogue of Life.